# Halgania andromedifolia
Halgania andromedifolia är en strävbladig växtart som beskrevs av Behr, Amp; F. Muell. och Ferdinand von Mueller. Halgania andromedifolia ingår i släktet Halgania och familjen strävbladiga växter. Inga underarter finns listade i Catalogue of Life.